# Tour de France de 2006: Prólogo até Etapa 11
Este é o resumo das etapas individuais do Tour de France 2006, entre o Prólogo realizado a 1 de Julho, e a 11ª etapa, de 13 de Julho.

Tour de France - Stages.

## Etapas

### Prólogo
Sábado, 1 de julho - Estrasburgo - Estrasburgo, contra-relógio individual, 7,1 km
Como de costume, o prólogo consistiu em uma etapa contra o relógio individual de curta duração (apenas 7,1 km) em um percurso plano
Thor Hushovd, corredor noruguês, venceu a primeira etapa e se tornou o primeiro maillot jaune (camiseta amarela) da competição.
| Pos | Nome               | País           | Equipa                             | Tempo |
| --- | ------------------ | -------------- | ---------------------------------- | ----- |
| 1   | Thor Hushovd       | Noruega        | Crédit Agricole                    | 8'17" |
| 2   | George Hincapie    | Estados Unidos | Discovery Channel Pro Cycling Team | s.t"  |
| 3   | David Zabriskie    | Estados Unidos | Team CSC                           | 4"    |
| 4   | Sebastian Lang     | Alemanha       | Team Gerolsteiner                  | 4"    |
| 5   | Alejandro Valverde | Espanha        | Caisse d'Epargne-Illes Balears     | 4"    |
| 6   | Stuart O'Grady     | Austrália      | Team CSC                           | 4"    |
| 7   | Michael Rogers     | Austrália      | T-Mobile Team                      | 6"    |
| 8   | Paolo Savoldelli   | Itália         | Discovery Channel Pro Cycling Team | 8"    |
| 9   | Floyd Landis       | Estados Unidos | Phonak Hearing Systems             | 9"    |
| 10  | Vladimir Karpets   | Rússia         | Caisse d'Epargne-Illes Balears     | 10"   |

- «Relatório do prólogo, Letour.fr»

### Etapa 1
Domingo, 2 de julho: Estrasburgo - Estrasburgo, 184,5 km

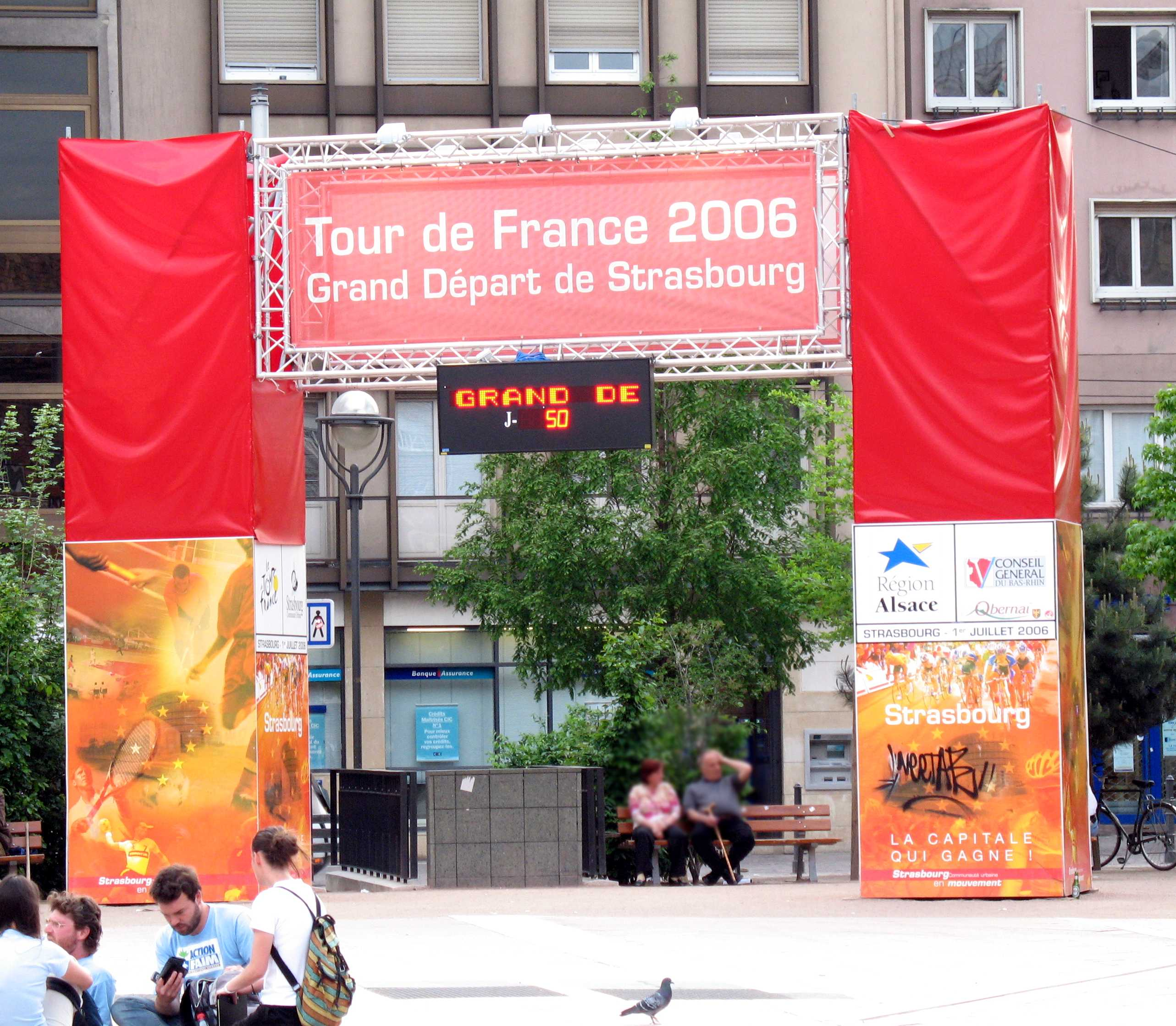
Cartazes do Tour em Estrasburgo.

A primeira etapa foi disputada em um percurso praticamente plano, com apenas um pequeno ponto montanhoso de categoria 4, propício para a disputa de sprints. A etapa, com 184,5 km de extensão, teve início e fim em Estrasburgo.
Uma escapada no início da etapa (km 22) incluiu os corredores Stephane Auge (Cofidis), Walter Beneteau (Bouygues Télécom), Unai Etxebarria (Euskaltel), Nicolas Portal (Caisse d'Épargne), Matthieu Sprick (Bouygues Télécom), Benoît Vaugrenard (Française des Jeux), e Fabian Wegmann (Gerolsteiner). No seu melhor momento, o grupo conseguiu uma vantagem de 4m 35s sobre o pelotão, mas foram alcançados nos últimos 30 quilômetros da etapa. Em função da escapada, o corredor Wegmann alcançou a liderança na disputa pelo prêmio de rei da montanha, pois o foi o primeiro colocado a cruzar o único porto de montanha da etapa.

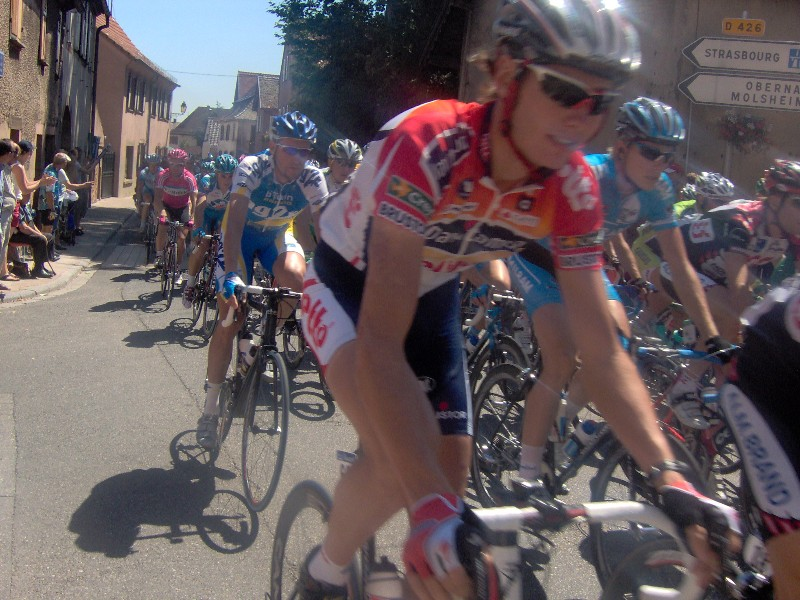
O pelotão em movimento.

O corredor George Hincapie, segundo colocado na classificação geral, conseguiu ganhar dois segundos de bonificação no último sprint intermediário, a 15 km da linha de chegada,  posicionando-se assim como o novo líder da competição.
Em um sprint tradicional disputado nos últimos 500m, o ciclista francês Jimmy Casper (Cofidis) consegue superar os demais competidores e vencer a etapa.
Resultados Etapa 1
| Rank | Name            | Country   | Team                           | Time      |
| ---- | --------------- | --------- | ------------------------------ | --------- |
| 1    | Jimmy Casper    | França    | Cofidis                        | 4h 10'00" |
| 2    | Robbie McEwen   | Austrália | Davitamon-Lotto                | s.t"      |
| 3    | Erik Zabel      | Alemanha  | Team Milram                    | s.t"      |
| 4    | Daniele Bennati | Itália    | Lampre-Fondital                | s.t"      |
| 5    | Luca Paolini    | Itália    | Liquigás                       | s.t"      |
| 6    | Isaac Gálvez    | Espanha   | Caisse d'Epargne-Illes Balears | s.t"      |
| 7    | Stuart O'Grady  | Austrália | Team CSC                       | s.t"      |
| 8    | Bernhard Eisel  | Áustria   | Française des Jeux             | s.t"      |
| 9    | Thor Hushovd    | Noruega   | Crédit Agricole                | s.t"      |
| 10   | Óscar Freire    | Espanha   | Rabobank                       | s.t"      |

- «Relatório da etapa 1, Letour.fr»

Classificação Geral após Etapa 1
| Pos | Nome               | País           | Equipa                             | Tempo     |
| --- | ------------------ | -------------- | ---------------------------------- | --------- |
| 1   | George Hincapie    | Estados Unidos | Discovery Channel Pro Cycling Team | 4h 18'15" |
| 2   | Thor Hushovd       | Noruega        | Crédit Agricole                    | 2"        |
| 3   | David Zabriskie    | Estados Unidos | Team CSC                           | 6"        |
| 4   | Sebastian Lang     | Alemanha       | Team Gerolsteiner                  | 6"        |
| 5   | Alejandro Valverde | Espanha        | Caisse d'Epargne-Illes Balears     | 6"        |
| 6   | Stuart O'Grady     | Austrália      | Team CSC                           | 6"        |
| 7   | Michael Rogers     | Austrália      | T-Mobile Team                      | 8"        |
| 8   | Paolo Savoldelli   | Itália         | Discovery Channel Pro Cycling Team | 10"       |
| 9   | Floyd Landis       | Estados Unidos | Phonak Hearing Systems             | 11"       |
| 10  | Benoît Vaugrenard  | França         | Française des Jeux                 | 11"       |

### Etapa 2
Segunda, 3 de Julho: Obernai - Esch-sur-Alzette (Luxemburgo), 228,5 km
A segunda etapa teve início na pequena cidade francesa de Obernai e sua linha de chegada na cidade luxemburguesa de Esch-sur-Alzette. Com 228,5 km, é o segundo maior percurso deste Tour, incluindo cinco portos de montanha de pequena expressão (dois de categoria 3 e um de categoria 4):
1. Col des Pandours (categoria 3, km 35,5)
2. Col de Valsberg (categoria 3, km 50,0)
3. Cote de Kédange-sur-Canner (categoria 4, km 187.5)
4. Cote de Kanfen (categoria 4, km 212,5)
5. Cote de Volmerange-les-Mines (categoria 4, km 215.0)

Os sprints ou metas intermediárias estavam localizados em Marimont-les-Benestroff (no km 107,0), Holling (km 169,5) e Yutz (km 198.5).
A etapa foi dominada desde o começo por uma escapada de dois ciclistas, David de la Fuente e Aitor Hernandéz. Foram alcançados pelo pelotão nas últimas subidas, mas ainda assim De La Fuente conseguiu tomar o maillot à pois (camiseta branca com bolas vermelhas que indica o líder da classificação da montanha).
Uma queda nos últimos dois quilômetros atrapalhou a chegada do pelotão, mas a organização decidiu atribuir o mesmo tempo do ganhador da etapa a todos. Thor Hushovd recuperou a camiseta amarela graças aos bônus do sprint. Robbie McEwen venceu sua primeira etapa nessa edição do Tour.
Resultados da Etapa 2
| Pos | Nome            | País      | Equipa                | Tempo     |
| --- | --------------- | --------- | --------------------- | --------- |
| 1   | Robbie McEwen   | Austrália | Davitamon-Lotto       | 5h 36'14" |
| 2   | Tom Boonen      | Bélgica   | Quick Step-Innergetic | s.t"      |
| 3   | Thor Hushovd    | Noruega   | Crédit Agricole       | s.t"      |
| 4   | Óscar Freire    | Espanha   | Rabobank              | s.t"      |
| 5   | Daniele Bennati | Itália    | Lampre-Fondital       | s.t"      |
| 6   | Luca Paolini    | Itália    | Liquigás-Bianchi      | s.t"      |
| 7   | Stuart O'Grady  | Austrália | Team CSC              | s.t"      |
| 8   | Bernhard Eisel  | Áustria   | Française des Jeux    | s.t"      |
| 9   | Erik Zabel      | Alemanha  | Team Milram           | s.t"      |
| 10  | Peter Wrolich   | Áustria   | Team Gerolsteiner     | s.t"      |

- «Relatório da Etapa 2, Letour.fr»

Classificação Geral após Etapa 2
| Pos | Nome               | País           | Equipa                             | Tempo     |
| --- | ------------------ | -------------- | ---------------------------------- | --------- |
| 1   | Thor Hushovd       | Noruega        | Crédit Agricole                    | 9h 54'19" |
| 2   | Tom Boonen         | Bélgica        | Quick Step-Innergetic              | 5"        |
| 3   | Robbie McEwen      | Austrália      | Davitamon-Lotto                    | 8"        |
| 4   | George Hincapie    | Estados Unidos | Discovery Channel Pro Cycling Team | 10"       |
| 5   | David Zabriskie    | Estados Unidos | Team CSC                           | 16"       |
| 6   | Sebastian Lang     | Alemanha       | Team Gerolsteiner                  | 16"       |
| 7   | Alejandro Valverde | Espanha        | Caisse d'Epargne-Illes Balears     | 16"       |
| 8   | Stuart O'Grady     | Austrália      | Team CSC                           | 16"       |
| 9   | Michael Rogers     | Austrália      | T-Mobile Team                      | 18"       |
| 10  | Paolo Savoldelli   | Itália         | Discovery Channel Pro Cycling Team | 20"       |

### Etapa 3
Terça, 4 de Julho: Esch-sur-Alzette (Luxemburgo) - Valkenburg aan de Geul (Países Baixos), 216,5 km
Como a segunda etapa, a etapa 3 se desenvolveu por um longo percurso (216,5 km), com seis portos de montanha de pequena expressão e três metas intermediárias. Começando em Luxemburgo, a etapa cruzou a Bélgica e conclui na cidade de Valkenburgo, nos Países Baixos.
Os portos de montanha foram os seguintes:
- Côte de la Haute-Levée (categoria 3, km 131)
- Côte d'Oneux (categoria 3, km 155)
- Côte de Petit-Rechain (categoria 4, km 165.5)
- Loorberg (categoria 4, km 189)
- Trintelenberg (categoria 4, km 201)
- Cauberg (categoria 3, km 215.5)

Os sprints intermediários estavam localizados em Mersch (km 35), Spa (km 144 km), e Aubel (km 176.5).
Nesta etapa, a principal escapada incluiu cinco ciclistas: José Luis Arrieta, Unai Etxebarria, Christophe Laurent, Jérôme Pineau e Jens Voigt.
Jérôme Pineau buscou classificar-se em primeiro lugar em todas as subidas, de modo a tornar-se o líder da competição da montanha. Próximo do fim da etapa, havia uma certa expectativa de que Jens Voigt daria o golpe final, mas isso não ocorreu. Quem tentou fugir do grupo foi Christophe Laurent, por duas vezes, mas sem sucesso. Ao fim, José Luis Arrieta conseguiu desenvencilhar-se dos demais, tendo, no entanto, sido alcançado pelo pelotão no último porto de montanha do dia, o Cauberg.
Os sprinters se viram prejudicados pelo fato de que a última subida do dia culminava pouco mais de um quilômetro antes da chegada. Matthias Kessler venceu a etapa e Tom Boonen alcançou a liderança na classificação geral.
Resultados da Etapa 3
| Pos | Nome             | País      | Equipa                | Tempo     |
| --- | ---------------- | --------- | --------------------- | --------- |
| 1   | Matthias Kessler | Alemanha  | T-Mobile Team         | 4h 57'54" |
| 2   | Michael Rogers   | Austrália | T-Mobile Team         | 5"        |
| 3   | Daniele Bennati  | Itália    | Lampre-Fondital       | 5"        |
| 4   | Tom Boonen       | Bélgica   | Quick Step-Innergetic | 5"        |
| 5   | Erik Zabel       | Alemanha  | Team Milram           | 5"        |
| 6   | Luca Paolini     | Itália    | Liquigás-Bianchi      | 5"        |
| 7   | Óscar Freire     | Espanha   | Rabobank              | 5"        |
| 8   | Eddy Mazzoleni   | Itália    | T-Mobile Team         | 5"        |
| 9   | Georg Totschnig  | Áustria   | Team Gerolsteiner     | 5"        |
| 10  | Fabian Wegmann   | Alemanha  | Team Gerolsteiner     | 5"        |

- «Relatório da etapa 3, Letour.fr»

Classificação Geral após Etapa 3
| Pos | Nome             | País           | Equipa                             | Tempo      |
| --- | ---------------- | -------------- | ---------------------------------- | ---------- |
| 1   | Tom Boonen       | Bélgica        | Quick Step-Innergetic              | 14h 52'23" |
| 2   | Michael Rogers   | Austrália      | T-Mobile Team                      | 1"         |
| 3   | George Hincapie  | Estados Unidos | Discovery Channel Pro Cycling Team | 5"         |
| 4   | Thor Hushovd     | Noruega        | Crédit Agricole                    | 10"        |
| 5   | Paolo Savoldelli | Itália         | Discovery Channel Pro Cycling Team | 15"        |
| 6   | Daniele Bennati  | Itália         | Lampre-Fondital                    | 15"        |
| 7   | Floyd Landis     | Estados Unidos | Phonak Hearing Systems             | 16"        |
| 8   | Vladimir Karpets | Rússia         | Caisse d'Epargne-Illes Balears     | 17"        |
| 9   | Serhiy Honchar   | Ucrânia        | T-Mobile Team                      | 17"        |
| 10  | Matthias Kessler | Alemanha       | T-Mobile Team                      | 17"        |

### Etapa 4
Quarta, 5 de Julho: Huy (Bélgica) - Saint-Quentin (França), 207 km
A Etapa 4 foi outra etapa de sprint. Nos 207,0 km houve apenas 2 pontos de subida de alguma expressão, ambos nos primeiros 60 km. A etapa começou em Huy, Bélgica, e terminou em Saint-Quentin no norte da França
Os dois pontos de montanha eram o Cote de Peu d’Eau (categoria 3, km 13,0) e Cote de Falaen (categoria 4, km 57,5). Houve sprints intermediários em Beaumont (km 103,0), Sains-du-Nord (km 135,5) e Bernot (km 188,0).
O grupo do escapados se formou antes do km 20 e incluía: Cédric Coutouly (Ag2r), Laurent Lefevre (Bouygues Télécom), Egoi Martínez (Discovery Channel), Christophe Mengin, (Française des Jeux) e Bradley Wiggins (Cofidis).
O pelotão lentamente foi se aproximando, e o grupo da liderança foi começou a se desfazer a 10 km do final, finalmente sendo alcançado a 2 km da linha de chegada.
Robbie McEwen ganhou sua segunda etapa num rápido sprint. Perto do final, Julian Dean caiu no meio do pelotão mas não derrubou ninguém. Thor Hushovd, que terminou em quarto, foi desqualificado por irregularidades durante o sprint e foi posto na última posição do grupo em que terminou (posição 148). Isso lhe custou 26 pontos para na disputa pelo maillot vert.
Resultado da Etapa 4
1. Robbie McEwen,  Austrália, Davitamon-Lotto, 4h59'50’’
2. Isaac Galvez,  Espanha, Caisse d'Epargne-Iles Baléares, m.t.
3. Óscar Freire,  Espanha, Rabobank,  m.t.
4. Thor Hushovd,  Noruega, Crédit Agricole (equipa ciclista)|Crédit Agricole, m.t.
5. Tom Boonen,  Bélgica, Quick Step-Innergetic, m.t.
6. David Kopp,  Alemanha, Gerolsteiner,  m.t.
7. Daniele Bennati,  Itália, Lampre-Fondital, m.t.
8. Francisco Ventoso,  Espanha, Saunier Duval, m.t.
9. Michael Albasini,  Suíça , Liquigas-Bianchi, m.t.
10. Bernhard Eisel,  Áustria, Française des Jeux, m.t.

- «Relatório da etapa 4, Letour.fr»

Classificação Geral após o fim da Etapa 4
1. Tom Boonen,  Bélgica, Quick Step-Innergetic, 19h52'13"
2. Michael Rogers,  Austrália, T-Mobile Team, a 1"
3. George Hincapie,  Estados Unidos, Discovery Channel, a 5"
4. Thor Hushovd,  Noruega, Crédit Agricole (equipa ciclista)|Crédit Agricole, a 7"
5. Egoi Martínez,  Espanha, Discovery Channel, a 10"
6. Robbie McEwen,  Austrália, Davitamon-Lotto, a 12"
7. Paolo Savoldelli,  Itália, Discovery Channel, a 15"
8. Daniele Bennati,  Itália, Lampre-Fondital, a 15"
9. Floyd Landis,  Estados Unidos, Phonak Hearing Systems, a 16"
10. Vladimir Karpets,  Rússia, Caisse d'Epargne-Illes Balears, a 17"

### Etapa 5
Quinta, 6 de Julho: Beauvais - Caen, 225 km
Com a 5ª etapa, o Tour voltou em definitivo para o território francês. Como é costumeiro na primeira semana da competição, esta foi mais uma etapa plana, interrompida por algumas breves subidas, própria para os sprinters. A longa etapa (225,0 km) percorreu a região norte da França, tendo início em Beauvais e fim em Caen.
O portos de montanha (todos de categoria 4) do dia foram:
- Mont des Fourches (km 10,5 km)
- Côte du Buquet (km 109,0)
- Côte de Saint-Grégoire-du-Vièvre (km 134,5)
- Côte du Boulay (km 159,0).

Os três sprints intermediários estavam posicionados em Les Andelys (km 66,5) Saint-Georges-du-Vièvre (km 140,5) e Pont-L’Evêque (km 175,0).
No início da etapa, 8 ciclistas participaram de uma escapada sem muito sucesso, até que Samuel Dumoulin (Ag2r Prévoyance) e Björn Schröder (Team Milram) se destacaram do pequeno grupo e chegaram a impor uma vantagem sobre o pelotão de até 12' 50" (no km 84). No grupo principal, Jérôme Pineau, dedicou-se a atacar pouco antes de cada um dos portos de montanha, de maneira a assegurar os pontos da respectiva classificação e garantir o maillot à pois por mais uma etapa.
Faltando apenas 2 quilômetros para a linha de chegada, os dois escapados foram capturados pelo pelotão que, liderado pelas equipes Quick Step-Innergetic, Davitamon-Lotto e Crédit Agricole (equipa ciclista)|Crédit Agricole, trabalhou duro para permitir uma chegada em sprint. Neste, Óscar Freire surpreendeu os favoritos e venceu a etapa. Tom Boonen chegou em segundo, recebendo um bônus de 12 segundos, garantindo assim a camiseta amarela por mais um dia.
Resultado da Etapa 5
1. Óscar Freire,  Espanha, Rabobank, 5h 18' 50"
2. Tom Boonen,  Bélgica, Quick Step-Innergetic, m.t.
3. Iñaki Isasi,  Espanha, Euskaltel-Euskadi, m.t.
4. David Kopp,  Alemanha, Gerolsteiner,  m.t.
5. Robbie McEwen,  Austrália, Davitamon-Lotto, m.t.
6. Alessandro Ballan,  Itália, Lampre-Fondital, m.t.
7. Thor Hushovd,  Noruega, Crédit Agricole (equipa ciclista)|Crédit Agricole, m.t.
8. Francisco Ventoso,  Espanha, Saunier Duval, m.t.
9. Erik Zabel,  Alemanha, Team Milram, m.t.
10. Bernhard Eisel,  Áustria, Française des Jeux, m.t.

- «Relatório da etapa 5, Letour.fr»

Classificação Geral após o fim da Etapa 5
1. Tom Boonen,  Bélgica, Quick Step-Innergetic, 25h 10' 51"
2. Michael Rogers,  Austrália, T-Mobile Team, a 13"
3. Óscar Freire,  Espanha, Rabobank, a 17"
4. George Hincapie,  Estados Unidos, Discovery Channel, a 17"
5. Thor Hushovd,  Noruega, Crédit Agricole (equipa ciclista)|Crédit Agricole, a 19"
6. Robbie McEwen,  Austrália, Davitamon-Lotto, a 24"
7. Paolo Savoldelli,  Itália, Discovery Channel, a 27"
8. Floyd Landis,  Estados Unidos, Phonak Hearing Systems, a 28"
9. Vladimir Karpets,  Rússia, Caisse d'Epargne-Illes Balears, a 29"
10. Serhiy Honchar,  Ucrânia, T-Mobile Team, a 29"

### Etapa 6
Sexta, 7 de Julho: Lisieux - Vitré, 189 km
Esta etapa, um pouco mais curta que as anteriores (189,0 km) também teve um perfil propício à atuação dos sprinters, pois apresentava apenas um porto de montanha: o Côte de la Hunière, de categoria 3, no km 27,5.
As metas intermediárias estavam situadas em Villedieu-lès-Bailleul (km 46,0), Chantrigné (km 116,5) e Juvigné (km 162,5).
No início da etapa, diversos competidores tentaram escapar do pelotão, todos sem sucesso. Após o primeiro sprint do dia, em Villedieu-lès-Bailleul, um grupo de 17 ciclistas, entre os quais o líder da competição, Tom Boonen, chegou a estabelecer uma vantagem de 2 minutos em relação ao grupo principal.
Anthony Geslin, Florent Brard e Magnus Backstedt conseguem escapar do grupo que encabeçava a prova. Os demais 14 ciclistas são capturados pelo pelotão. O trio é finalmente alcançado apenas quatro quilômetros antes da linha de chegada.  Robbie McEwen vence bem o sprint final graças à ajuda de seu companheiro de equipe, o belga Gert Steegmans. Robbie chega a três vitórias neste Tour (11 no total).
Tom Boonen mantém a liderança na classificação geral, à espera da contra-relógio do dia seguinte, onde se espera que os favoritos à vitória final comecem a mostrar suas habilidades. Na competição por pontos da camiseta verde, Robbie McEwen aumenta a diferença em relação a seus seguidores.
Resultado da Etapa 6
1. Robbie McEwen,  Austrália, Davitamon-Lotto, 4h 10'17"
2. Daniele Bennati,  Itália, Lampre-Fondital, m.t.
3. Tom Boonen,  Bélgica, Quick Step-Innergetic, m.t.
4. Bernhard Eisel,  Áustria, Française des Jeux, m.t.
5. Thor Hushovd,  Noruega, Crédit Agricole (equipa ciclista)|Crédit Agricole, m.t.
6. Óscar Freire,  Espanha, Rabobank, m.t.
7. Erik Zabel,  Alemanha, Team Milram, m.t.
8. Luca Paolini,  Itália, Liquigas, m.t.
9. Gert Steegmans,  Bélgica, Davitamon-Lotto, m.t.
10. Iñaki Isasi,  Espanha, Euskaltel-Euskadi, m.t.

- «Relatório da etapa 6, Letour.fr»

Classificação Geral após o fim da Etapa 6
1. Tom Boonen,  Bélgica, Quick Step-Innergetic, 29h 21' 00"
2. Robbie McEwen,  Austrália, Davitamon-Lotto, a 12"
3. Michael Rogers,  Austrália, T-Mobile Team, a 21"
4. Óscar Freire,  Espanha, Rabobank, a 25"
5. George Hincapie,  Estados Unidos, Discovery Channel, a 25"
6. Thor Hushovd,  Noruega, Crédit Agricole (equipa ciclista)|Crédit Agricole, a 27"
7. Paolo Savoldelli,  Itália, Discovery Channel, a 35"
8. Floyd Landis,  Estados Unidos, Phonak Hearing Systems, a 36"
9. Vladimir Karpets,  Rússia, Caisse d'Epargne-Illes Balears, a 37"
10. Serhiy Honchar,  Ucrânia, T-Mobile Team, a 37"

### Etapa 7
Sábado, 8 de Julho: Saint-Grégoire - Rennes, 52 km (Contra-relógio individual)
Depois de uma semana de etapas propícias para os sprinters que resultaram em um classificação geral com diferenças de tempo bastante reduzidas, teve início a 7ª etapa, a primeira etapa importante para a definição da classificação geral da competição.
O primeiro especialista em contra-relógio a marcar um tempo competitivo é o britânico Bradley Wiggins (Cofidis - Cofidis). Mais adiante, o sueco da equipe Phonak, Gustav Larsson, marca o que seria o melhor tempo da etapa durante boa parte do dia (e que lhe garantiu o 5º lugar no final).
Quem consegue superar Larsson é o alemão Sebastian Lang (Team Gerolsteiner). Em função de mudanças no clima, os competidores que largam posteriormente têm enorme dificuldade em bater sua marca. Só o estadunidense Floyd Landis (Phonak) e o vencedor do dia, o ucraniano Serguei Gonchar (T-Mobile) conseguem superar seu tempo.
Gonchar assume a liderença da classificação geral e veste a camiseta amarela. A nota negativa da etapa fica por conta do abandono do estadunidense Bobby Julich (T-Mobile), em consequência de ferimentos na mão direita resultantes de uma queda durante os primeiros quilômetros da prova.
Resultado da Etapa 7
1. Serguei Gonchar,  Ucrânia, T-Mobile Team, 1h 01'43"
2. Floyd Landis,  Estados Unidos, Phonak Hearing Systems, a 1'01"
3. Sebastian Lang,  Alemanha, Team Gerolsteiner, a 1'04"
4. Michael Rogers,  Austrália, T-Mobile Team, a 1'24"
5. Gustav Larsson,  Suécia, Française des Jeux, a 1'34"
6. Patrik Sinkewitz,  Alemanha, T-Mobile Team, a 1'39"
7. Markus Fothen,  Alemanha, Team Gerolsteiner, a 1'42"
8. Andréas Klöden,  Alemanha, T-Mobile Team, a 1'43"
9. Denis Menchov,  Rússia, Rabobank, a 1'44"
10. Joost Posthuma,  Países Baixos, Rabobank, a 1'45"

- «Relatório da etapa 7, Letour.fr»

Classificação Geral após o fim da Etapa 7
1. Serguei Gonchar,  Ucrânia, T-Mobile Team, 30h 23'20"
2. Floyd Landis,  Estados Unidos, Phonak Hearing Systems, a 1'00"
3. Michael Rogers,  Austrália, T-Mobile Team, a 1'08"
4. Patrik Sinkewitz,  Alemanha, T-Mobile Team, a 1'45"
5. Markus Fothen,  Alemanha, Team Gerolsteiner, a 1'50"
6. Andréas Klöden,  Alemanha, T-Mobile Team, a 1'50"
7. Vladimir Karpets,  Rússia, Caisse d'Epargne-Illes Balears, a 1'52"
8. Cadel Evans,  Austrália, Davitamon-Lotto, a 1'52"
9. Denis Menchov,  Rússia, Rabobank, a 2'00"
10. David Zabriskie,  Estados Unidos, Team CSC, a 2'03"

### Etapa 8
Domingo, 9 de Julho: Saint-Méen-le-Grand - Lorient, 181 km
A 8ª etapa, com extensão de 181 km, apresentou quatro pequenos portos de montanha (três de categoria 4 e um de categoria 3) e três sprints intermediários.
A montanha na etapa:
- Côte de Mûr-de-Bretagne (categoria 3, km 75,0)
- Côte de Saint-Mayeux (categoria 4, km 78,5)
- Côte de Gouarec (categoria 4, km 94,0)
- Côte de Ty Marrec (ategoria 4, km 138,5)

As três metas intermediárias estavam localizadas em Plessala (km 38,0), Locmalo (km 112,5) e Plouay (km 142,0).
Após percorridos cerca de 50 quilômetros, formou-se um grupo de escapados com a seguinte composição: Mario Aerts (Davitamon-Lotto), Sylvain Calzati (Ag2r), Kjell Carlström (Liquigas-Bianchi), Matthias Kessler (T-Mobile Team), David Zabriskie (Team CSC) e, poucos quilômetros depois, Patrice Halgand (Crédit Agricole (equipa ciclista)|Crédit Agricole).
Com Zabriskie na escapada, a equipe Phonak, de Floyd Landis, comandou o pelotão de modo a manter a margem de tempo dos escapados sob controle. Com essa vantagem sob controle, o Phonak abdicou do comando do pelotão em favor das equipes dos sprinters, porém estas não demonstraram muito interesse em alcançar os fugitivos, talvez temendo mais uma vitória de Robbie McEwen (Davitamon-Lotto) e também em função do imprevisto ocorrido com Tom Boonen (Quick Step-Innergetic), que teve um pneu furado perto do fim da etapa.
No grupo de cabeça, Sylvain Calzati, Patrice Halgand e Kjell Carlström conseguiram deixar os demais para trás, e estes acabaram por ser alcançados pelo pelotão. Sylvain Calzati mostrou-se mais forte e conseguiu manter uma distância segura em relação aos outros dois até a linha de chegada, vencendo a etapa com dois minutos de vantagem sobre os dois perseguidores que quase foram alcançados pelo pelotão no fim do percurso. Robbie McEwen venceu o sprint dentro do pelotão e ganhou pontos suficientes para manter sua vantagem na disputa pela camiseta verde. A classificação geral e a do rei da montanha também não sofreram alteração.
Resultado da Etapa 8
1. Sylvain Calzati,  França, Ag2r Prévoyance, 4h 13'18"
2. Kjell Carlström,  Finlândia, Liquigas, a 2'05"
3. Patrice Halgand,  França, Crédit Agricole (equipa ciclista)|Crédit Agricole, a 2'05"
4. Robbie McEwen,  Austrália, Davitamon-Lotto, a 2'15"
5. Daniele Bennati,  Itália, Lampre-Fondital, a 2'15"
6. Erik Zabel,  Alemanha, Team Milram, a 2'15"
7. Bernhard Eisel,  Áustria, Française des Jeux, a 2'15"
8. Luca Paolini,  Itália, Liquigas, a 2'15"
9. Tom Boonen,  Bélgica, Quick Step-Innergetic, a 2'15"
10. David Kopp,  Alemanha, Team Gerolsteiner, a 2'15"

- «Relatório da etapa 8, Letour.fr»

Classificação Geral após o fim da Etapa 8
1. Serguei Gonchar,  Ucrânia, T-Mobile Team, 34h 38'53"
2. Floyd Landis,  Estados Unidos, Phonak Hearing Systems, a 1'00"
3. Michael Rogers,  Austrália, T-Mobile Team, a 1'08"
4. Patrik Sinkewitz,  Alemanha, T-Mobile Team, a 1'45"
5. Markus Fothen,  Alemanha, Team Gerolsteiner, a 1'50"
6. Andréas Klöden,  Alemanha, T-Mobile Team, a 1'50"
7. Vladimir Karpets,  Rússia, Caisse d'Epargne-Illes Balears, a 1'52"
8. Cadel Evans,  Austrália, Davitamon-Lotto, a 1'52"
9. Denis Menchov,  Rússia, Rabobank, a 2'00"
10. David Zabriskie,  Estados Unidos, Team CSC, a 2'03"

### Etapa 9
Terça, 11 de Julho: Bordeaux - Dax, 169,5 km
Às vésperas de iniciar a escalada aos Pireneus, o Tour percorreu uma etapa completamente plana e relativamente curta (apenas 169,5 km). A última grande chance para os sprinters neste começo de competição. As metas intermediárias estavam localizadas em Le Barp (km 25,5), Parentis-en-Born (km 72,0) e Saint-Girons (km 128,0).
Desta vez as equipes dos sprinters mantiveram as escapadas sob controle e a última delas foi encerrada a falta de apenas quatro quilômetros para a linha de meta. O sprint final foi vencido por Óscar Freire (Rabobank) em apertada disputa com Robbie McEwen (Davitamon-Lotto).
As classificação geral e a de rei da montanha não sofreram alterações significativas, mas alguns ciclistas importantes (Matthias Kessler, Denis Menchov e Markus Fothen, dentre outros) perderam treze segundos em relação ao vencedor porque o pelotão se partiu em vários grupos na chegada.
Resultado da Etapa 9
1. Óscar Freire,  Espanha, Rabobank, 3h 35'24"
2. Robbie McEwen,  Austrália, Davitamon-Lotto, m. t.
3. Erik Zabel,  Alemanha, Team Milram, m. t.
4. Tom Boonen,  Bélgica, Quick Step-Innergetic, m. t.
5. Cristian Moreni,  Itália, Cofidis, m. t.
6. Isaac Gálvez,  Espanha, Caisse d'Epargne-Illes Balears, m. t.
7. Francisco Ventoso,  Espanha, Saunier Duval-Prodir,  m. t.
8. Luca Paolini,  Itália, Liquigas, m. t.
9. David Kopp,  Alemanha, Team Gerolsteiner, m. t.
10. Thor Hushovd,  Noruega, Crédit Agricole (equipa ciclista)|Crédit Agricole, m. t.

- «Relatório da etapa 9, Letour.fr»

Classificação Geral após o fim da Etapa 9
1. Serguei Gonchar,  Ucrânia, T-Mobile Team, 38h 14'17"
2. Floyd Landis,  Estados Unidos, Phonak Hearing Systems, a 1'00"
3. Michael Rogers,  Austrália, T-Mobile Team, a 1'08"
4. Patrik Sinkewitz,  Alemanha, T-Mobile Team, a 1'45"
5. Andréas Klöden,  Alemanha, T-Mobile Team, a 1'50"
6. Vladimir Karpets,  Rússia, Caisse d'Epargne-Illes Balears, a 1'52"
7. Cadel Evans,  Austrália, Davitamon-Lotto, a 1'52"
8. David Zabriskie,  Estados Unidos, Team CSC, a 1'53"
9. Markus Fothen,  Alemanha, Team Gerolsteiner, a 2'03"
10. Christophe Moreau,  França, Ag2r Prévoyance, a 2'07"

### Etapa 10
Quarta, 12 de Julho: Cambo-les-Bains - Pau, 190,5 km
A 10ª etapa foi a primeira a apresentar portos de montanha de expressão:
- Col d'Osquich (category 3, km 50,0)
- Col du Soudet (Hors Categorie - máxima dificuldade - no km 101,5)
- Col de Marie Blanque (categoria 1 ano km 148,0)

No entanto, com a última escalada do dia distando mais de 40 quilômetros da linha de chegada, não havia grandes esperanças quanto a uma alteração importante na classificação geral, ao menos entre os favoritos. Sendo uma etapa de montanha, apenas dois sprints intermerdiários foram assinalados: no km 37,5, em Larceveau e em Laguinge (km 74,5).
Uma grande escapada se formou em torno do km 40, incluindo 15 ciclistas: Daniele Bennati, (Lampre-Fondital), Carlos Da Cruz (Française des Jeux), Cyril Dessel (Ag2r Prévoyance), Thor Hushovd (Crédit Agricole (equipa ciclista)|Crédit Agricole), Iñaki Isasi, (Euskaltel-Euskadi), Iñigo Landaluze (Euskaltel-Euskadi), Juan Miguel Mercado (Agritubel), Cristian Moreni (Cofidis), Joost Posthuma (Rabobank), Manuel Quinziato (Liquigas-Bianchi), Christophe Rinero (Saunier Duval-Prodir), Mathieu Sprick (Bouygues Télécom), Gert Steegmans (Davitamon-Lotto), Cédric Vasseur (Quick Step-Innergetic) e Jens Voigt (Team CSC).
Ao longo das subidas, diversos ciclistas foram se descolando do grupo de cabeça e na última cima, o Col de Marie Blanque, só francês Cyril Dessel e o espanhol Juan Miguel Mercado permaneciam na dianteira, seguidos de perto por Iñigo Landaluze. No fim da etapa, Dessel e Mercado disputaram o sprint e o espanhol levou a melhor. O pelotão principal perdeu mais de sete minutos e com isso Cyril Dessel tornou-se, temporariamente, o novo líder da classificação geral e da classificação da montanha.
Houve dois abandonos: Laurent Brochard (que não chegou a disputar a etapa) e Jimmy Engoulvent, que desistiu durante a prova.
Resultado da Etapa 10
1. Juan Miguel Mercado,  Espanha, Agritubel, 4h 49'10"
2. Cyril Dessel,  França, Ag2r Prévoyance, m. t.
3. Iñigo Landaluze,  Espanha, Euskaltel-Euskadi, m. t.
4. Cristian Moreni,  Itália, Cofidis, a 2'24"
5. Christophe Rinero,  França, Saunier Duval-Prodir, a 2'25"
6. Iñaki Isasi,  Espanha, Euskaltel-Euskadi, a 5'03"
7. Cédric Vasseur,  França, Quick Step-Innergetic, a 5'35"
8. Daniele Bennati,  Itália, Lampre-Fondital, a 7'23"
9. Erik Zabel,  Alemanha, Team Milram, a 7'23"
10. Stefano Garzelli,  Itália, Liquigas, a 7'23"

- «Relatório da etapa 10, Letour.fr»

Classificação Geral após o fim da Etapa 10
1. Cyril Dessel,  França, Ag2r Prévoyance, 43h 07'05"
2. Juan Miguel Mercado,  Espanha, Agritubel, a 2'34"
3. Serguei Gonchar,  Ucrânia, T-Mobile Team, a 3'45"
4. Cristian Moreni,  Itália, Cofidis, a 3'51"
5. Floyd Landis,  Estados Unidos, Phonak Hearing Systems, a 4'45"
6. Michael Rogers,  Austrália, T-Mobile Team, a 4'53"
7. Iñigo Landaluze,  Espanha, Euskaltel-Euskadi,  a 5'22"
8. Patrik Sinkewitz,  Alemanha, T-Mobile Team, a 5'30"
9. Andréas Klöden,  Alemanha, T-Mobile Team, a 5'35"
10. Vladimir Karpets,  Rússia, Caisse d'Epargne-Illes Balears, a 5'37"

### Etapa 11
Quinta, 13 de Julho: Tarbes - Val d'Aran, Pla-de-Beret (Espanha), 207 km
A etapa 11 foi uma etapa de montanha com subidas categorizadas: o Col du Tourmalet (Categoria especial) com uma inclinação de 7.7% durante 18.4 km, o Col d'Aspin (1ª Categoria) com uma inclinação de 5.2% durante 12.3 km, o Col de Peyresourde (1ª Categoria) com uma inclinação de 7.1% durante 9.5 km, o Col du Portillon (1ª Categoria) com uma inclinação de 8.4% durante 7.9 km, e o Pla-de-Beret (1ª Categoria, situado em Espanha) com uma inclinação de 5.4% durante 13.5 km. Começou em Tarbes aos 325 m  de altitude e acabou em Val d'Aran aos 1830 m.
Durante a etapa, quatro corredores entraram em fuga. Destes, três eram espanhóis:
- Iker Camano da Euskaltel-Euskadi,
- David de la Fuente da Saunier Duval-Prodir e
- Juan Antonio Flecha da Rabobank.

Fabian Wegmann, alemão da Team Gerolsteiner, também fazia parte do grupo. Isto sucedeu-se antes da primeira subida do dia, o Col du Tourmalet. De la Fuente passou em primeiro e ganhou mais pontos para o prémio da Montanha. No pelotão, a Ag2r Prévoyance mantinham um certo ritmo para proteger o seu camisola amarela. Thomas Voeckler ganhou o sprint a Michael Rasmussen pelos restantes pontos no Tourmalet e aproveitou para ir atrás dos fugitivos.
Durante a subida do Col de Peyresourde, Wegmann atacou repentinamente e de la Fuente seguiu-o facilmente e bateu-o novamente no topo da montanha. Flecha tentou segui-los mas chegou ao topo já a mais de 2 minutos. Camano e Voeckler, cujo plano de fuga não tinha sido tão bom quanto isso, quebraram e foram apanhados pelo pelotão ainda antes do topo, pelotão esse que chegou aí com três minutos de atraso e com Rasmussen a passar na frente. Flecha foi apanhado durante a descida e no Col du Portillon Wegmann também foi apanhado; não foi capaz de responder a um ataque do de la Fuente. No Portillon, o pelotão aumentou de ritmo, pois de repente eram os corredores da T-Mobile Team que estavam na frente. Como resultado, o pelotão perdeu muitos membros e apenas 19 corredores se mantiveram:
- David Arroyo,  Espanha, Caisse d'Epargne-Illes Balears,
- José Azevedo,  Portugal, Discovery Channel Pro Cycling Team,
- Michael Boogerd,  Países Baixos, Rabobank,
- Damiano Cunego,  Itália, Lampre-Fondital,
- Cadel Evans,  Austrália, Davitamon-Lotto,
- Markus Fothen,  Alemanha, Team Gerolsteiner,
- Andreas Klöden,  Alemanha, T-Mobile Team,
- Floyd Landis,  Estados Unidos, Phonak Hearing Systems,
- Levi Leipheimer,  Estados Unidos, Team Gerolsteiner,
- Denis Menchov,  Rússia, Rabobank,
- Christophe Moreau,  França, Ag2r Prévoyance,
- Ivan Parra,  Colômbia, Cofidis, le Crédit par Téléphone,
- Michael Rasmussen,  Dinamarca, Rabobank,
- Michael Rogers,  Austrália, T-Mobile Team,
- Carlos Sastre,  Espanha, Team CSC,
- Frank Schleck,  Luxemburgo, Team CSC,
- Gilberto Simoni,  Itália, Saunier Duval-Prodir,
- Georg Totschnig,  Áustria, Team Gerolsteiner
- Haimar Zubeldia,  Espanha, Euskaltel-Euskadi.

Cyril Dessel, o detentor da camisola amarela, já se encontrava a cerca de 2 minutos do grupo principal nessa altura. No vale que separava o Col du Portillon do Pla-de-Beret, Arroyo e Cunego tentaram-se escapara desse grupo de elite e diminuiram a diferença para de la Fuente, mas foram os três apanhados ainda antes da subida começar. Nesta, foi graças a um extraordinário trabalho de Michael Boogerd que o grupo partiu-se por completo, com apenas cinco corredores a manterem-se no grupo no final:
- Cadel Evans,  Austrália, Davitamon-Lotto,
- Floyd Landis,  Estados Unidos, Phonak Hearing Systems,
- Levi Leipheimer,  Estados Unidos, Team Gerolsteiner,
- Denis Menchov,  Rússia, Rabobank
- Carlos Sastre,  Espanha, Team CSC.

Evans e Sastre quebraram na parte final e perderam 17 segundos para os outros três que sprintaram para a vitória na etapa. Menchov derrotou os dois americanos e conquistou a vitória, a terceira neste Tour para a Rabobank. Na Classificação Geral, Floyd Landis tornou-se o líder e detentor da camisola amarela, após Cyril Dessel acabar a etapa a 4'45", o tempo exacto que ele tinha de avanço sobre Landis antes da etapa—mas como Landis acabou em terceiro, ele ganhou 8 segundos de bonificação e então passou para a liderança com 8 segundos de vantagem.
Após esta etapa, Cyril Dessel não só perdeu a sua camisola amarela, como também a camisola das bolas, que passou a ser envergada por David de la Fuente—que também garantiu o prémio da combatividade do dia. Entre os jovens, apenas Markus Fothen foi capaz de se manter na frente durante a etapa, pois após esta tinha 12 minutos de avanço sobre o segundo e quase 30 minutos sobre quase todos os outros jovens corredores da competição.
Outras notícias da etapa:
- A Discovery Channel Pro Cycling Team quebrou completamente neste dia, com os seus quatro melhores corredores a falharem completamente. José Azevedo ficou a 4'10", Yaroslav Popovych a 6'25", George Hincapie a 21'23" e Paolo Savoldelli a 23'04".
- Iban Mayo, que já tinha perdido tempo no dia anterior, teve problemas novamente nas subidas, desde os primeiros metros.Mayo foi também extremamente indelicado para um camera-man que o seguia, tendo sido multado em 200 Francos Suiços por comportamento incorrecto perante as câmaras. Ele acabou por desistir, mas apenas quando o camera-man já não se encontrava à sua beira.
- Outras desistências do dia: Giovanni Lombardi e Wilfried Cretskens.
- Sébastien Joly, que era o último classificado na classificação antes desta etapa, conseguiu ultrapassar Wim Vansevenant, que passou a ser o lanterna vermelha.

Resultado da etapa
| Pos | Nome              | País           | Equipa                 | Tempo     |
| --- | ----------------- | -------------- | ---------------------- | --------- |
| 1   | Denis Menchov     | Rússia         | Rabobank               | 6h 06'25" |
| 2   | Levi Leipheimer   | Estados Unidos | Team Gerolsteiner      | s.t"      |
| 3   | Floyd Landis      | Estados Unidos | Phonak Hearing Systems | s.t"      |
| 4   | Cadel Evans       | Austrália      | Davitamon-Lotto        | 17"       |
| 5   | Carlos Sastre     | Espanha        | Team CSC               | 17"       |
| 6   | Michael Boogerd   | Países Baixos  | Rabobank               | 1'04"     |
| 7   | Haimar Zubeldia   | Espanha        | Euskaltel-Euskadi      | 1'31"     |
| 8   | Fränk Schleck     | Luxemburgo     | Team CSC               | 1'31"     |
| 9   | Andreas Klöden    | Alemanha       | T-Mobile Team          | 1'31"     |
| 10  | Christophe Moreau | França         | Ag2r Prévoyance        | 2'29"     |

Classificação Geral após etapa 11
| Pos | Nome                | País           | Equipa                 | Tempo      |
| --- | ------------------- | -------------- | ---------------------- | ---------- |
| 1   | Floyd Landis        | Estados Unidos | Phonak Hearing Systems | 49h 18'07" |
| 2   | Cyril Dessel        | França         | Ag2r Prévoyance        | 8"         |
| 3   | Denis Menchov       | Rússia         | Rabobank               | 1'01"      |
| 4   | Cadel Evans         | Austrália      | Davitamon-Lotto        | 1'17"      |
| 5   | Carlos Sastre       | Espanha        | Team CSC               | 1'52"      |
| 6   | Andreas Klöden      | Alemanha       | T-Mobile Team          | 2'29"      |
| 7   | Michael Rogers      | Austrália      | T-Mobile Team          | 3'22"      |
| 8   | Juan Miguel Mercado | Espanha        | Agritubel              | 3'33"      |
| 9   | Christophe Moreau   | França         | Ag2r Prévoyance        | 3'44"      |
| 10  | Markus Fothen       | Alemanha       | Team Gerolsteiner      | 4'17"      |